# Aeroitalia
AeroItalia ist eine italienische Fluggesellschaft mit Sitz in Rom, die Linien- und Charterflüge durchführt.

## Geschichte
Die Fluggesellschaft wurde 2022 von Francesco Gaetano Intrieri, einem ehemaligen Berater des italienischen Ministeriums für Infrastruktur und Verkehr, gegründet. AeroItalia wird von Germán Efromovich, dem Präsidenten von AeroItalia und früheren Eigentümer der kolumbianischen Fluggesellschaft Avianca, sowie dem französischen Bankier Marc Bourgade wirtschaftlich unterstützt. Am 9. Juli 2022 nahm sie den Betrieb von Linienflügen von ihrer Basis in Forlì zu Inlandszielen sowie nach Malta und Zakynthos auf. Die Fluggesellschaft plant, 2023 Flüge in die Vereinigten Staaten und nach Lateinamerika anzubieten. Aeroitalia wollte im Sommer 2023 eine Basis am Flughafen Florenz eröffnen und ursprünglich rund 16 Destinationen anbieten, aber man musste das Destinationsangebot schleichend reduzieren und im März 2023 wurden schließlich die letzten beiden Destinationen abgesagt.
Im November 2023 übernahm Aeroitalia ihren rumänischen Wet-Lease-Partner AirConnect.
Im April 2024 wurde Air Connect in Aeroitalia Regional umbenannt. Im Dezember 2024 wurde bekannt, dass Aeroitalia seine Tochtergesellschaft Aeroitalia Regional an die neue sizilianische Fluggesellschaft Aerolinee Siciliane verkauft.

## Flugziele
Die Aeroitalia verbindet Inlandsziele von Sizilien (Palermo, Catania, Comiso, Trapani, Lampedusa), Sardinien (Cagliari, Olbia) und von Kalabrien (Lamezia Terme) mit Mittelitalien (Rom, Perugia, Florenz) und mit Norditalien (Mailand-Bergamo, Mailand-Linate, Verona, Bologna, Parma, Forlí, Cuneo).
Aeroitalia verband im Sommer 2022/23 Italien mit Griechenland, Israel und Malta. Im Sommer 2024 wurde Italien mit Rumänien (Bukarest, Bacau). Aktuell verbindet Aeroitalia Italien mit Rumänien, Tschechien und Polen.

## Flotte
Mit Stand April 2025 besteht die Flotte der Aeroitalia aus 14 Flugzeugen mit einem Durchschnittsalter von 18,9 Jahren.
| Flugzeugtyp     | Anzahl | bestellt | Anmerkungen                        | Sitzplätze | Durchschnittsalter |
| --------------- | ------ | -------- | ---------------------------------- | ---------- | ------------------ |
| ATR 72-600      | 02     |          |                                    | 68         | 10,6 Jahre         |
| Boeing 737-400  | 01     |          | inaktiv; betrieben durch 4 Airways | 168        | 34,2 Jahre         |
| Boeing 737-800  | 09     |          | mit Winglets ausgestattet          | 189        | 19,9 Jahre         |
| Embraer ERJ-175 | 01     |          | betrieben durch Marathon Airlines  | 88         | 13,6 Jahre         |
| Embraer ERJ-190 | 01     |          | betrieben durch Marathon Airlines  | 100        | 17,1 Jahre         |
| Gesamt          | 14     | -        |                                    |            | 18,9 Jahre         |

### Ehemalige Flugzeugtypen
- Airbus A319-100
- Saab 340